# Тачкасти извори загађења
Тачкасти извор загађења је јединствени извор загађења ваздуха, воде, термичко загађење, звучно или светлосно загађење. Тачкасти извор има занемарљив обим, по чему се разликује од осталих извора загађења (као што је не-тачкасти или просторни извор). Извори се називају тачкасти извори, јер се у математичком моделирању могу апроксимирати као математичка тачка како би се поједноставила анализа. Тачкасти извори загађења укључују: 
- Загађење ваздуха из индустријског извора (за разлику од загађења са аеродрома или пута, који се сматра линијским извором, или шумског пожара, који се сматра површинским или продсторним извором)[2]
- Загађење воде из фабрика, електрана, комуналних уређаја за пречишћавање отпадних вода и неких фарми.[3] Амерички Закон о чистој води такође дефинише одвојене градске кишне канализационе системе и индустријска  испуштања атмосферске воде (као што су градилишта) као тачкасте изворе.[4]
- Загађење буком од млазних мотора[5] [6]
- Ометајуће сеизмичке вибрације из локализованог сеизмичког испитивања[7]
- Загађење светлом од наметљивог уличног осветљења[8]
- Емисије радио таласа из електричних уређаја који стварају сметње